# とついようこ
とつい ようこは北海道で活動するローカルタレント。元舞台女優。和歌山県出身。本名は戸津井陽子。

## 概要
2013年4月20日のウイークエンドバラエティ 日高晤郎ショーのUstream特別放送における自身の自己紹介で、ラジオ出演の経緯を語る際に東京で舞台女優だった過去と年齢を明かした。

## 出演番組
- どさんこワイド（リポーター）「どさんこ調査隊」（不定期）・ほっかいどう情熱市場[1]（情熱ハンター・月曜のみスタジオ出演、火～金はVTR出演）担当
- ランチタイムバラエティ・ディッシュ（FMドラマシティ）金曜担当
- STVラジオ主催　道内自治体公開録音司会（不定期。主に7月～9月・門別ししゃも祭りほか）

### 過去の出演番組
テレビ
- どさんこワイド（リポーター）
  - 漁連との共同企画「北海道の浜から産地直送（浜直）」専属レポートを4年務める
  - 特別企画・自主制作ドラマ「桃山おにぎり店」演技指導を担当
- D!アンビシャス（リポーター）

ラジオ
- 真夜中の子羊
- 日曜ようこのコケコッコー
- 日曜ようこです。
- ウイークエンドバラエティ 日高晤郎ショー
- 牧とのりおのスーパースクランブル 今ネタ紹介所担当
- どさんこラジオ 新鮮!とれたて!海の幸担当
- ネットワーク探偵団
- こおり健太のまごころ唄心